# السدرة (بعدان)

تعديل مصدري - تعديل

السدرة محلة تابعة لقرية جرانة، التابعة لعزلة جرانة بمديرية بعدان إحدى مديريات محافظة إب في الجمهورية اليمنية، بلغ تعداد سكانها 31 حسب تعداد اليمن لعام 2004.